# Valkjärvi (sjö i Nyland)
Valkjärvi är en sjö vid Klövskog (Klaukkala) i Finland. Den ligger i kommunen Nurmijärvi i landskapet Nyland, i den södra delen av landet, 29 km norr om huvudstaden Helsingfors. Valkjärvi ligger 32,8 meter över havet. Den är 12,18 meter djup. Arean är 1,52 kvadratkilometer och strandlinjen är 8,03 kilometer lång. Sjön  ingår i Vanda å huvudavrinningsområde.   I omgivningarna runt Valkjärvi växer i huvudsak barrskog. Den sträcker sig 2,9 kilometer i nord-sydlig riktning, och 1,6 kilometer i öst-västlig riktning.
I övrigt finns följande vid Valkjärvi:
- Hyypiänmäki (en kulle)
- Ketunkallio (en kulle)
- Kynnysmäki (en kulle)
- Pitkäkallio (en kulle)